# Reuzenlied

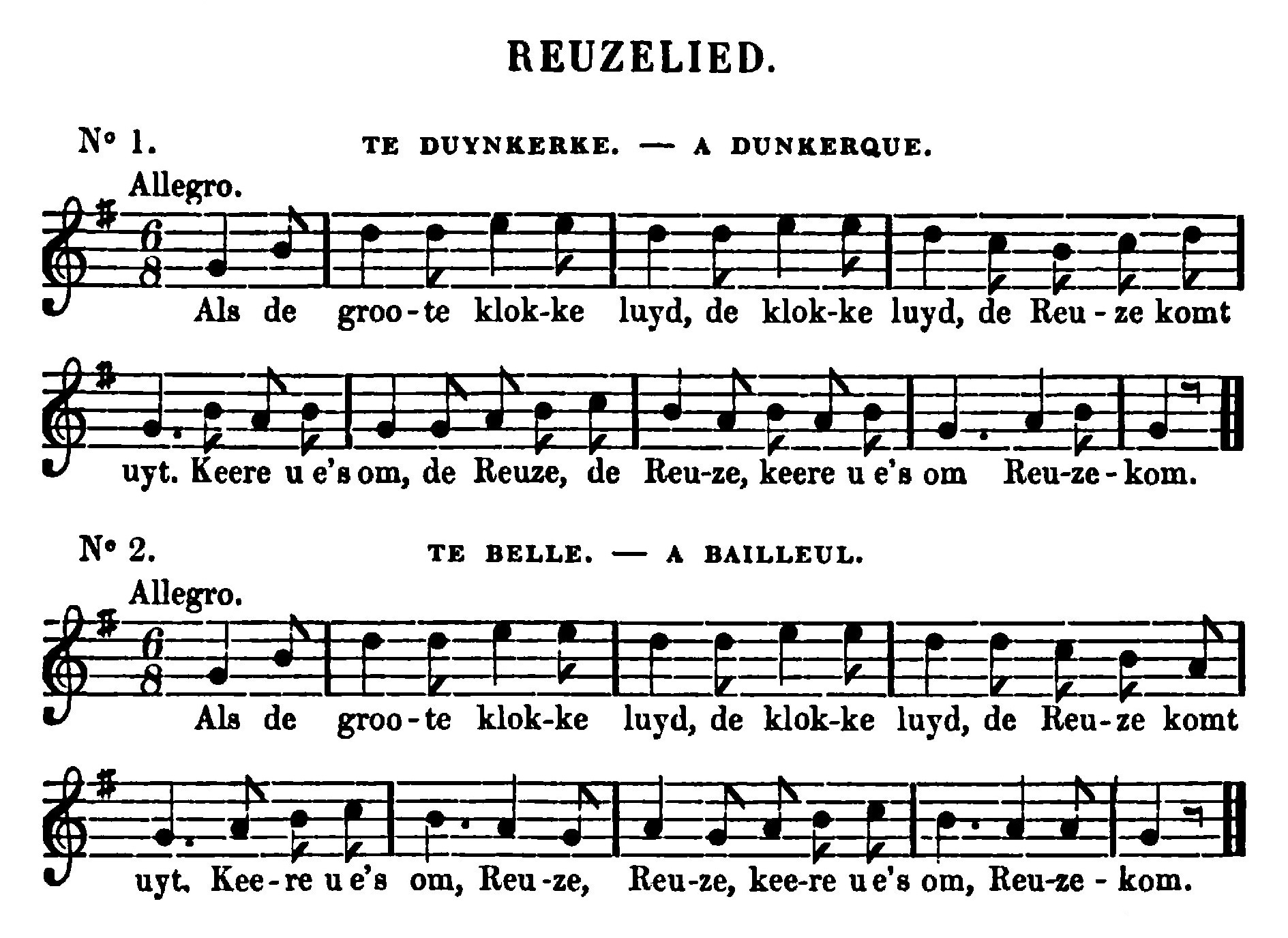
Das Reuzenlied in zwei Fassungen bei Coussemaker 1856

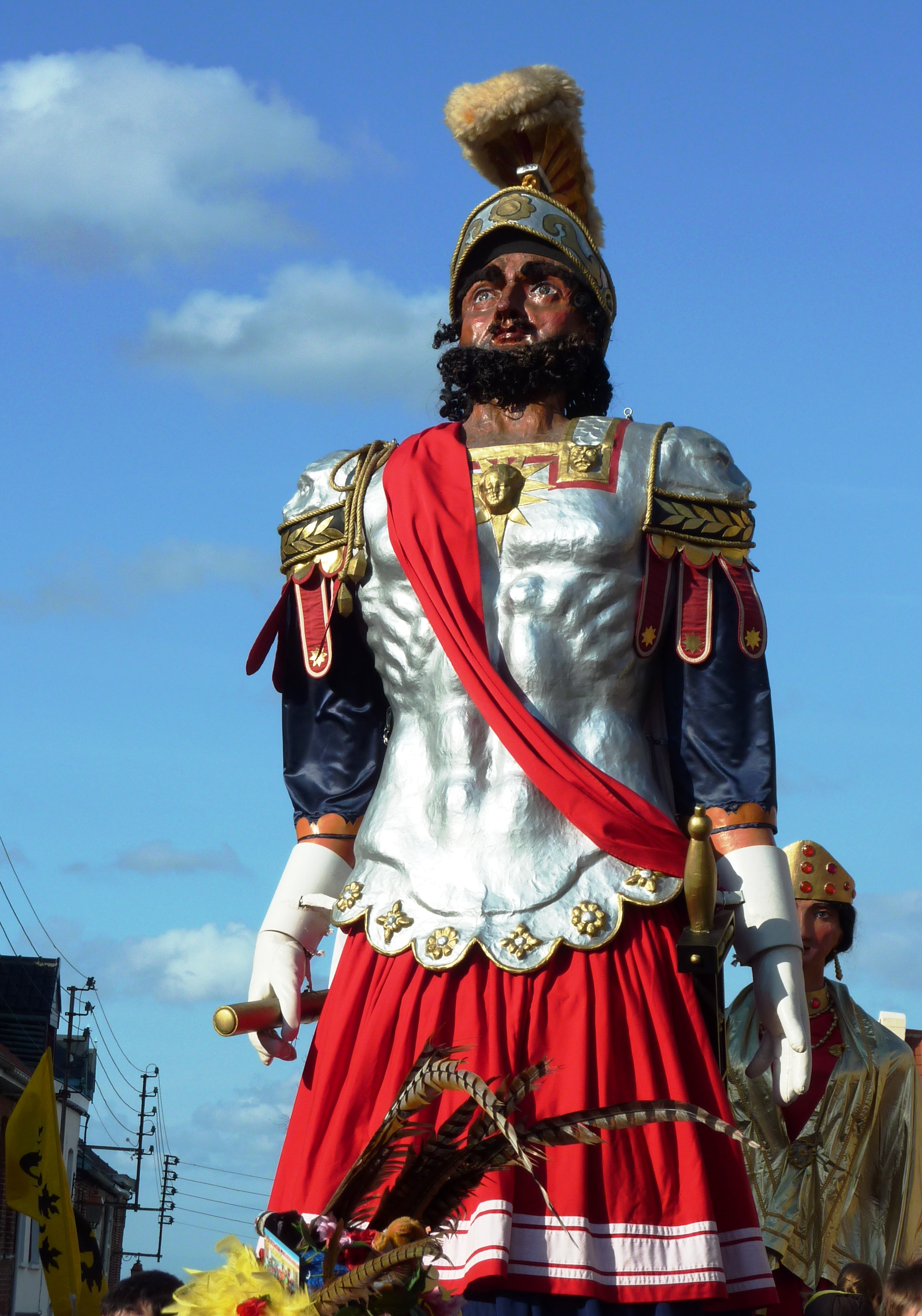
Der Reuze Papa beim Gigantenumzug in Cassel.

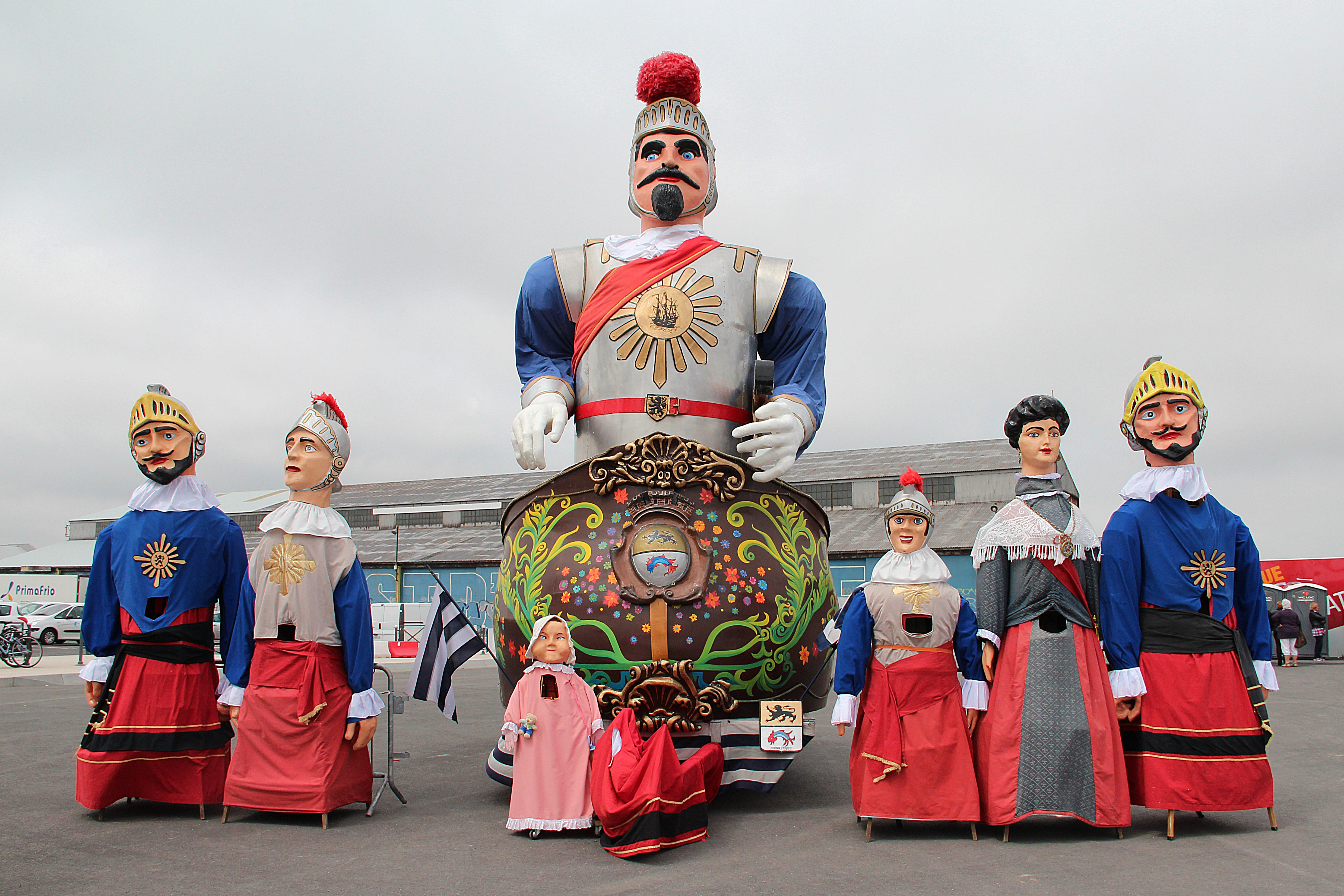
Der Riese Reuze und seine Familie in Dünkirchen.

Das Reuzenlied (auch Reuze Lied, „Riesenlied“), französisch: L’air du Reuze oder L’air de Geant, ist ein in Flandern und Brabant populäres Volkslied des flämischen Karnevals.
Es wird bei den dortigen Gigantenumzügen im Karneval gespielt. Der Riese selbst tritt in den Umzügen von Dünkirchen und Cassel auf.
Im historischen Verbreitungsgebiet, das sich heute über Frankreich, Belgien und die Niederlande erstreckt, ist es auch ein populäres Kinderlied, von dessen Text es eine französische Version und mehrere Varianten einer flämischen/niederländischen Version gibt.
Die Melodie ertönt auch zu jedem Viertel vor der vollen Stunde vom Carillon des Belfried von Dünkirchen über die Stadt.

### Das Lied in Ton und Video
alle auf YouTube
- Bandversionen mit Gesang und Instrumentierung von 
  - Folkcorn und
  - Fladderak

- Das Lied von Spielsmannszügen (ohne Text) bei den Gigantenumzügen in 
  - Dünkirchen 2010 Bande de Malo mit traditionellen Instrumenten und
  - Cassel 2009 mit Fanfarenzug

- Chorversion von Het Sint-Niklase mit variiertem Text
- Glockenversion des Carillon von Sint-Romboutstoren, Mechelen